# Henryk Bagiński
Henryk Bagiński ps. „Józef Chłopski”, „Józef Jaszczurski” (ur. 19 stycznia 1888 w Klwowie, zm. 13 grudnia 1973 w Warszawie) – historyk wojskowości, inżynier, instruktor harcerski, harcmistrz, pułkownik dyplomowany saperów Wojska Polskiego, zastępca Komendanta Głównego Związku Walki Zbrojnej od listopada 1939 roku do stycznia 1940 roku, szef Sztabu Komendy Głównej ZWZ od listopada 1939 roku do stycznia 1940 roku.

## Młodość i działalność niepodległościowa
Urodził się w rodzinie Juliana Bagińskiego, muzyka i organisty oraz Antoniny z domu Merklein.
W 1908 uzyskał maturę handlową w Radomiu, a następnie studiował na Wyższej Szkole Realnej we Lwowie. Po jej ukończeniu rozpoczął studia na Politechnice Lwowskiej.
Był współzałożycielem i działaczem Organizacji Młodzieży Niepodległościowej „Zarzewie” oraz członkiem Związku Młodzieży Polskiej „Zet”. Współdziałał w „Zarzewiu” podczas tworzenia przez nią tajnych Oddziałów Ćwiczebnych.
Z chwilą utworzenia w 1911 pierwszych drużyn skautowych we Lwowie, został drużynowym 7. Lwowskiej Drużyny Skautowej.
Był współtwórcą niepodległościowej Armii Polskiej i w latach 1911–1912 jej komendantem naczelnym. Pod pseudonimem Józef Chłopski, którego używał w działalności konspiracyjnej, napisał podręcznik Terenoznawstwo przeznaczony dla drużyn skautowych i strzeleckich.
Po uzyskaniu dyplomu we Lwowie uzupełniał studia w Belgii i Francji. Od 15 czerwca 1914 pracował zawodowo w Hucie Bankowej w Dąbrowie Górniczej, jako metalurg. Od 1914 roku był członkiem Ligi Narodowej.
Po wybuchu I wojny światowej zgłosił się ochotniczo w stopniu podporucznika do Legionu Puławskiego przy armii rosyjskiej, później do 1 Dywizji Strzelców Polskich.  Po rewolucji lutowej i obaleniu caratu, w kwietniu 1917 roku założył w Kijowie Polską Ligę Wojenną Walki Czynnej. Po przewrocie bolszewickim (rewolucji październikowej) znalazł się w I Korpusie Polskim gen. Józefa Dowbór-Muśnickiego, zaś po jego rozwiązaniu 21 maja 1918 – na Kubaniu w 4 Dywizji Strzelców Polskich gen. Lucjana Żeligowskiego, w której, w stopniu kapitana, dowodził samodzielną kompanią inżynieryjną. W czerwcu 1919 wraz z dywizją, poprzez Odessę i Rumunię, wrócił do Polski.

## Służba w Wojsku Polskim
W 1919 był słuchaczem I Kursu Wojennej Szkoły Sztabu Generalnego w Warszawie. Do 1 kwietnia 1920 służył w Oddziale III Sztabu Dowództwa Frontu Pomorskiego. W czasie wojny z bolszewikami pełnił służbę w dowództwie 1 Armii, a od 10 lipca 1920 w dowództwie 8 Dywizji Piechoty na stanowisku szefa sztabu. 11 czerwca 1920 został zatwierdzony z dniem 1 kwietnia 1920 w stopniu podpułkownika w „Inżynierii i Saperach, w grupie byłej armii gen. Hallera”. 1 czerwca 1921 pełnił służbę w Oddziale I Sztabu Generalnego na stanowisku kierownika wydziału demobilizacyjnego, pozostając na ewidencji 21 pułku piechoty. W latach 1921–1922 był słuchaczem Kursu Doszkolenia w Wyższej Szkole Wojennej w Warszawie. Po ukończeniu kursu i uzyskaniu tytułu naukowego oficera Sztabu Generalnego przydzielony został do Oddziału IV Sztabu Generalnego WP.  Następnie pełnił służbę w Oddziale III a Biura Ścisłej Rady Wojennej na stanowisku szefa Wydziału Opisowego (Fortyfikacji), a od 1926 w Oddziale III Sztabu Generalnego.
Od 14 grudnia 1927 do 9 stycznia 1929 dowodził 4 pułkiem saperów w Sandomierzu. Później pełnił służbę w Ministerstwie Spraw Wojskowych na stanowisku zastępcy szefa Departamentu Zaopatrzenia Inżynierii. Od 8 kwietnia 1930 do 10 sierpnia 1932 był szefem Kierownictwa Fortyfikacji w Sztabie Głównym. W maju 1930 odbył staż w armii francuskiej, w czasie którego zapoznał się z obiektami fortyfikacyjnymi na Linii Maginota.
10 sierpnia 1932, po likwidacji Kierownictwa Fortyfikacji, został przeniesiony do 39 pułku piechoty Strzelców Lwowskich w Jarosławiu na stanowisko zastępcy dowódcy pułku. Wyznaczenie na to stanowisko było w ocenie ppłk. Bagińskiego złośliwością ze strony ówczesnego szefa Sztabu Głównego, gen. bryg. Janusza Gąsiorowskiego, który dwa lata później miał wpłynąć na szefa Biura Personalnego MSWojsk., płk. Ignacego Misiąga, by nie wyznaczał go na stanowiska służbowe w Generalnym Inspektoracie Sił Zbrojnych, Sztabie Głównym bądź Wojskowym Biurze Historycznym, lecz przedstawiał jego kandydaturę na stanowisko dowódcy pułku piechoty. 8 kwietnia 1934 został przeniesiony do dyspozycji szefa Korpusu Kontrolerów z zadaniem kontrolowania oddziałów saperów. W dyspozycji pozostawał przez pięć lat, do wiosny 1939, „co pół roku składając karty służbowe o przeniesienie na stanowisko liniowe w saperach i w piechocie, lecz bez skutku”. W grudniu 1937 miał złożyć zażalenie do Prezydenta RP na postępowanie Ministra Spraw Wojskowych. Efektem złożenia zażalenia miała być rozmowa z kolejnym szefem Biura Personalnego MSWojsk., płk. Marianem Chilewskim, w trakcie której miał mu złożyć propozycję awansu na pułkownika z jednoczesnym przeniesieniem w stan spoczynku. „Pomimo tego, że w 1921 wraz z Krzyżem Virtuti Militari V kl., Marszałek Piłsudski przyznał mi prawo noszenia tzw. «parasola» oficera strzeleckiego, to jednakże ani gen. Neugebauer ani gen. Gąsiorowski oraz inni tzw. Piłsudczycy z PDS nie mogli mi darować faktu, że z polityką Piłsudskiego nie solidaryzowałem się” i dalej „w chwili wybuchu wojny światowej w 1914 stanąłem w obozie antyniemieckim i tworzyłem polskie formacje wschodnie do walki z Niemcami, więc wykorzystano i ten fakt po wypadkach majowych 1926”.
Od Jubileuszowego Zlotu Harcerstwa w Spale, w 1935, aktywnie włączył się w działalność Kół Harcerzy z Czasów Walk o Niepodległość przy Naczelnictwie ZHP.
Dzięki staraniom gen. bryg. Mieczysława Dąbkowskiego, 19 kwietnia 1939 został wyznaczony na stanowisko szefa Wydziału Zaopatrzenia w Naczelnym Dowództwie Saperów. Pod koniec sierpnia 1939 został zastępcą naczelnego dowódcy saperów gen. bryg. Mieczysława Dąbkowskiego. Obowiązki na tym stanowisku pełnił w czasie kampanii wrześniowej do 17 września, kiedy to po agresji ZSRR na Polskę przekroczył granicę polsko–rumuńską w Horodence. Po ewakuacji przedostał się do Francji, gdzie został przyjęty przez gen. Władysława Sikorskiego do Sztabu Głównego i mianowany pułkownikiem.
Po upadku Francji znalazł się w Anglii i pracował tam jako wykładowca w Centrum Wyszkolenia.

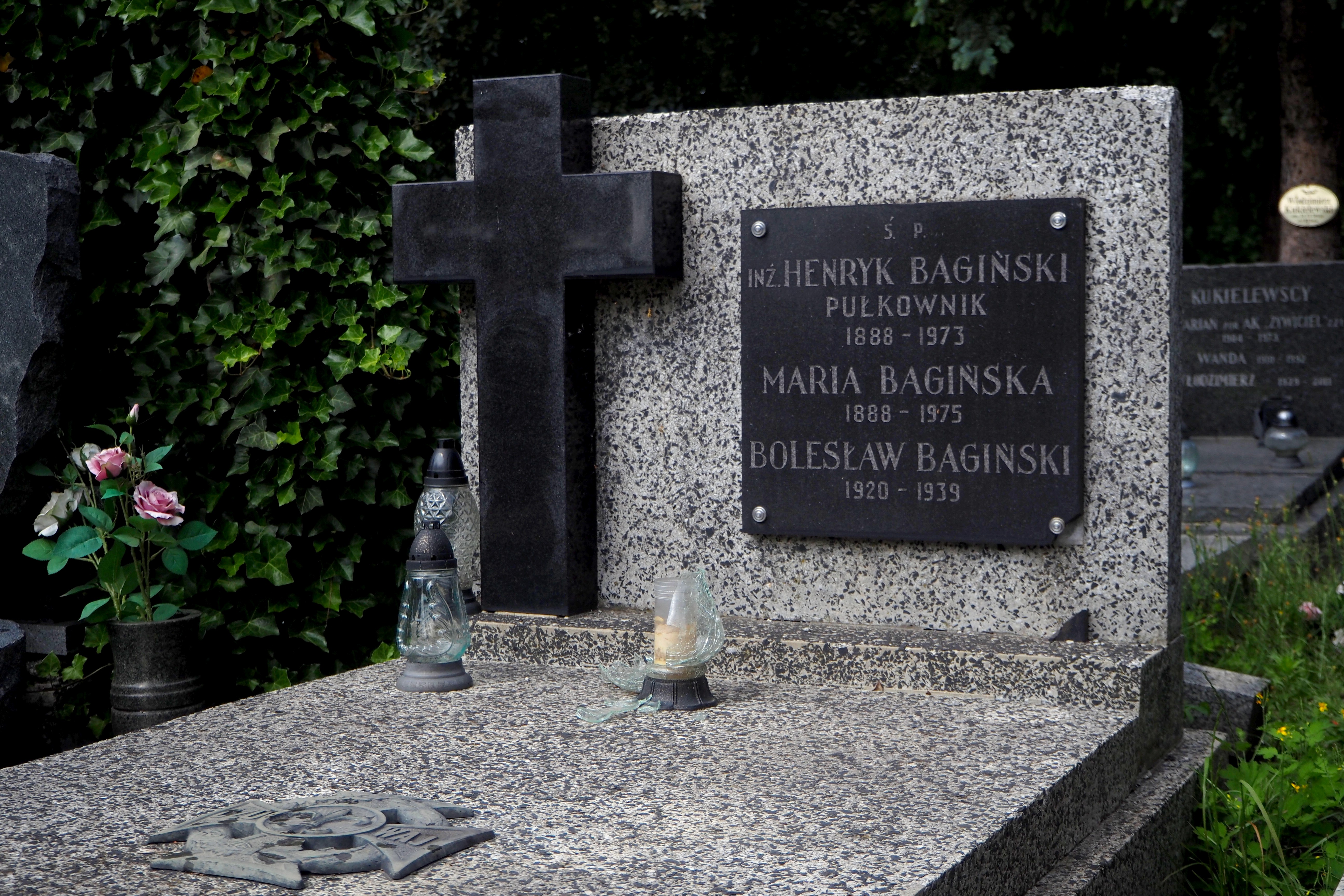
Grób płk Henryka Bagińskiego na Cmentarzu Wojskowym na Powązkach w Warszawie

Po wojnie w 1947 wrócił do Polski i został zweryfikowany w ludowym Wojsku Polskim jako pułkownik. Od 1948 był wykładowcą w Akademii Sztabu Generalnego, a następnie do 1951 pracował w Ministerstwie Żeglugi na stanowisku naczelnika wydziału, później do 1968 w Bibliotece Narodowej przy sporządzaniu katalogu przedmiotowego zasobu dzieł o wojskowości.
Zmarł 13 grudnia 1973 i został pochowany został w grobie rodzinnym na Cmentarzu Komunalnym na Powązkach (kwatera CII28-7-7).

## Awanse
- podpułkownik – 3 maja 1922 ze starszeństwem z dniem 1 czerwca 1919 lokata 38[22]

## Ordery i odznaczenia
- Krzyż Srebrny Orderu Wojskowego Virtuti Militari (1921)[23]
- Krzyż Niepodległości (25 stycznia 1933)[24][25]
- Krzyż Oficerski Orderu Odrodzenia Polski (2 maja 1923 „w uznaniu zasług, położonych dla Rzeczypospolitej Polskiej na polu administracji wojskowej")[26][27][28]
- Krzyż Kawalerski Orderu Odrodzenia Polski
- Krzyż Walecznych – trzykrotnie (po raz pierwszy 1921)[29]
- Medal Wojska
- Medal międzysojuszniczy „Médaille Interalliée”
- Krzyż Legionowy[30]
- Znak oficerski „Parasol”[30]
- Odznaka Pamiątkowa Dawnych Harcerzy Małopolskich (1937)[31]

## Prace
- Terenoznawstwo, Lwów 1912, pod pseudonimem Józef Chłopski, podręcznik przeznaczony dla drużyn skautowych i strzeleckich,
- Formacje polskie w walce z Niemcami. Cz. 1, Legjony Warszawa; Kijów: Bibljoteka Wiadomości Wojskowych, (1917),
- Technika wybuchowa (oprac. na podstawie źródeł ros. Józef Chłopski) Warszawa; Tow. Polskiej Wiedzy Wojskowej, (1917),
- Podręcznik dla żołnierza piechoty: sprawdzony i zalecony do użytku przez Polską Komisję Wojskową oprac. na podst. przepisów urzędowych Warszawa: Tow. polskiej wiedzy wojskowej, (1917),
- Wojsko polskie na Wschodzie 1914-1920 (1921),
- U podstaw organizacji Wojska Polskiego 1908-1914 (1935), pod pseudonimem Józef Chłopski,
- Piechota w wojsku polskim na Wschodzie, w: Księga chwały piechoty (1939), s. 131–150
- Polska i Bałtyk
  - Poland and Baltic: the problem of Poland's access to the sea Edinburg: Oliver and Boyd, (1942),
  - Poland and Baltic: the problem of Poland's access to the sea Wyd.2 London: Polish Institute for Overseas Problems, (1946).
- Z dziejów Towarzystwa Wiedzy Wojskowej, Wojskowy Przegląd Historyczny, 1968, № 2, s. 413–417.

## Opinie
Bardzo dobry zastępca dowódcy pułku, może dowodzić pułkiem. W charakterze dominuje wygórowana ambicja i skłonność do intryg. /25 listopada 1933r./ /-/ gen.Burhardt-Bukacki